# Anderson (Texas)
Anderson è una città e capoluogo della contea di Grimes nel Texas, negli Stati Uniti. La popolazione era di 222 abitanti al censimento del 2010. La città e i suoi dintorni sono elencati nel National Register of Historic Places come Anderson Historic District.
La città prende il nome da Kenneth Lewis Anderson, un vicepresidente della Repubblica del Texas, che morì qui al Fanthorp Inn nel 1845.

## Geografia fisica
Secondo l'Ufficio del censimento degli Stati Uniti, ha una superficie totale di 0,51 mi² (1,32 km²).
Dalla Texas State Highway 90, che attraversa la città, si trova a 11 km a nord di Roans Prairie e a 14 km a sud-ovest di Navasota, la più grande città della contea di Grimes. College Station si trova a 45 km a nord-ovest e Houston a 114 km a sud-est.

## Storia
Un tempo abitata da popolazioni indigene, la zona circostante è stata colonizzata da europei e spagnoli creoli durante il dominio coloniale spagnolo. Gli angloamericani iniziarono ad arrivare nell'area nel 1820 dagli Stati Uniti meridionali. A seguito dell'indipendenza del Messico, il governo messicano autorizzò l'insediamento dei coloni provenienti dagli Stati Uniti nel Texas orientale. Permetteva loro di praticare la propria religione, se avessero giurato fedeltà al Messico. Alcune strutture in città risalgono a questo periodo.
Il Texas ottenne l'indipendenza nel 1836 e i coloni continuarono ad arrivare dagli Stati Uniti. Poiché provenivano principalmente dal Sud e portavano schiavi con sé, Grimes e altre contee della parte orientale dello stato avevano la più alta percentuale di schiavisti e schiavi nella repubblica.
La contea di Grimes è stata organizzata nel 1846, subito dopo l'annessione della Repubblica del Texas agli Stati Uniti. Henry Fanthorp, un colono angloamericano che era arrivato da poco nel Texas, offrì i suoi terreni per la creazione del capoluogo. Lo sviluppo maggiore della città avvenne tra il 1846 e il 1885, raggiungendo l'apice della popolazione di circa 3 000 abitanti. La popolazione della contea era in maggioranza nera e ridotta in schiavitù nel 1860. La maggioranza nera continuò fino a quando molti afroamericani se ne andarono durante il XX secolo durante la grande migrazione, per lasciarsi alle spalle le condizioni di Jim Crow.
Nel 1859, Anderson rifiutò di essere collegata alla Texas and Central Railroad, causando l'aumento della popolazione e la crescita economica di Navasota. Anderson non riuscì a recuperare lo svantaggio, sebbene accettò la creazione di una ferrovia nel 1903. La città fu incorporata, ma i registri mostrano funzionari eletti solo per gli anni 1867 e 1875.
Nel 1983, un movimento per rilanciare il governo della città fu sconfitto alle urne. Nel 1995, la città iniziò ad avere grossi problemi con le fognature e lo stato minacciò di chiudere il tribunale della contea se i problemi non fossero stati risolti. Una soluzione era incorporare nuovamente la città in modo che potesse beneficiare di sovvenzioni per l'acquisizione di un sistema fognario. Nel 1995, John Freeman è stato eletto primo sindaco e la città è stata incorporata nel 1998. Si è ritirato nel 2003 e Gail Sowell è stata eletta sindaco.

## Società

### Evoluzione demografica
Secondo il censimento del 2010, la popolazione era di 222 abitanti.

## Cultura
L'istruzione pubblica nella città di Anderson è fornita dall'Anderson-Shiro Consolidated Independent School District.